# Stazione di Messe Nord / ICC (Witzleben)
La stazione di Messe Nord / ZOB (Witzleben) è una fermata ferroviaria di Berlino, sita nel quartiere di Charlottenburg. È posta sotto tutela monumentale (Denkmalschutz).

## Movimento
La fermata è servita dalle linee S 41, S 42 e S 46 della S-Bahn.

## Interscambi
- Fermata metropolitana (Kaiserdamm, linea U 2)
- Fermata autobus